# San Pablo (Nariño)
San Pablo – miasto w Kolumbii, w departamencie Nariño.